# آتشفشان فرات
آتشفشان فرات (به عربی: بُركان الفرات) اتاق عملیات نظامی مشترک ارتش آزاد سوریه و یگان‌های مدافع خلق است که در جریان جنگ داخلی سوریه برای بیرون راندن دولت اسلامی از استان رقه در شمال سوریه تشکیل شده‌است. این گروه در ۲۸ سپتامبر ۲۰۱۴ تشکیل شد. این گروه در نیمه اول ژوئن ۲۰۱۵ عملیات مهمی را برای تصرف شهر تل ابیض، که مهمترین گذرگاه مرزی داعش در مرز ترکیه بود، به انجام رساند و موفق به تصرف این شهر مهم شد.